# Кремнефтористоводородная кислота
Кремнефтористоводородная кислота (гексафторкремниевая кислота, гексафторсиликат водорода) — сильная неорганическая комплексная кислота с химической формулой H2[SiF6].

## Свойства
Кремнефтористоводородная кислота существует лишь в водном растворе; в свободном виде распадается на тетрафторид кремния SiF4 и фтористый водород HF. Существуют твёрдые белые кристаллогидраты кремнефтористоводородной кислоты составов H2[SiF6]·4H2O (tпл = −53 °C (с разложением)) и H2[SiF6]·2H2O (tпл = +19 °C), которые имеют ионное строение (H5O2+)2·[SiF6] и (H3O+)2·[SiF6].
Устойчива в бесцветном водном растворе (максимальная массовая доля 0,61), перегоняется без разложения в виде 13,3 % раствора. Нейтрализуется щелочами, гидратом аммиака, реагирует с карбонатами щелочных, щелочноземельных металлов и аммония.
Является сильной кислотой, при взаимодействии с оксидами и гидроксидами металлов образует соли фторосиликаты.
Кислота является токсичной и коррозийноопасной.

## Получение
Кремнефтористоводородную кислоту получают прямым синтезом из реагентов:
{\displaystyle {\mathsf {SiF_{4}+2HF\rightarrow H_{2}[SiF_{6}]}}}
или реакцией диоксида кремния с плавиковой кислотой:
{\displaystyle {\mathsf {SiO_{2}+6HF\rightarrow H_{2}[SiF_{6}]+2H_{2}O}}}
Также её можно получить реакцией кремния со смесью азотной и плавиковой кислот: 
{\displaystyle {\mathsf {Si+4HNO_{3}+6HF\rightarrow H_{2}[SiF_{6}]+4NO_{2}+4H_{2}O}}}
Её получают также действием сильных кислот на гексафторосиликат натрия, из газов производства простого суперфосфата.

## Применение
Применяется как сильное дезинфицирующее средство, но главным образом — для получения солей (кремнефторидов). Она также применяется в качестве компонентов растворов для травления стекла, для электролитов в целях получения гальванических покрытий.